# Notholaena marantae
Notholaena marantae là một loài thực vật có mạch trong họ Adiantaceae. Loài này được (L.) Desv. miêu tả khoa học đầu tiên năm 1813.